# Jatka

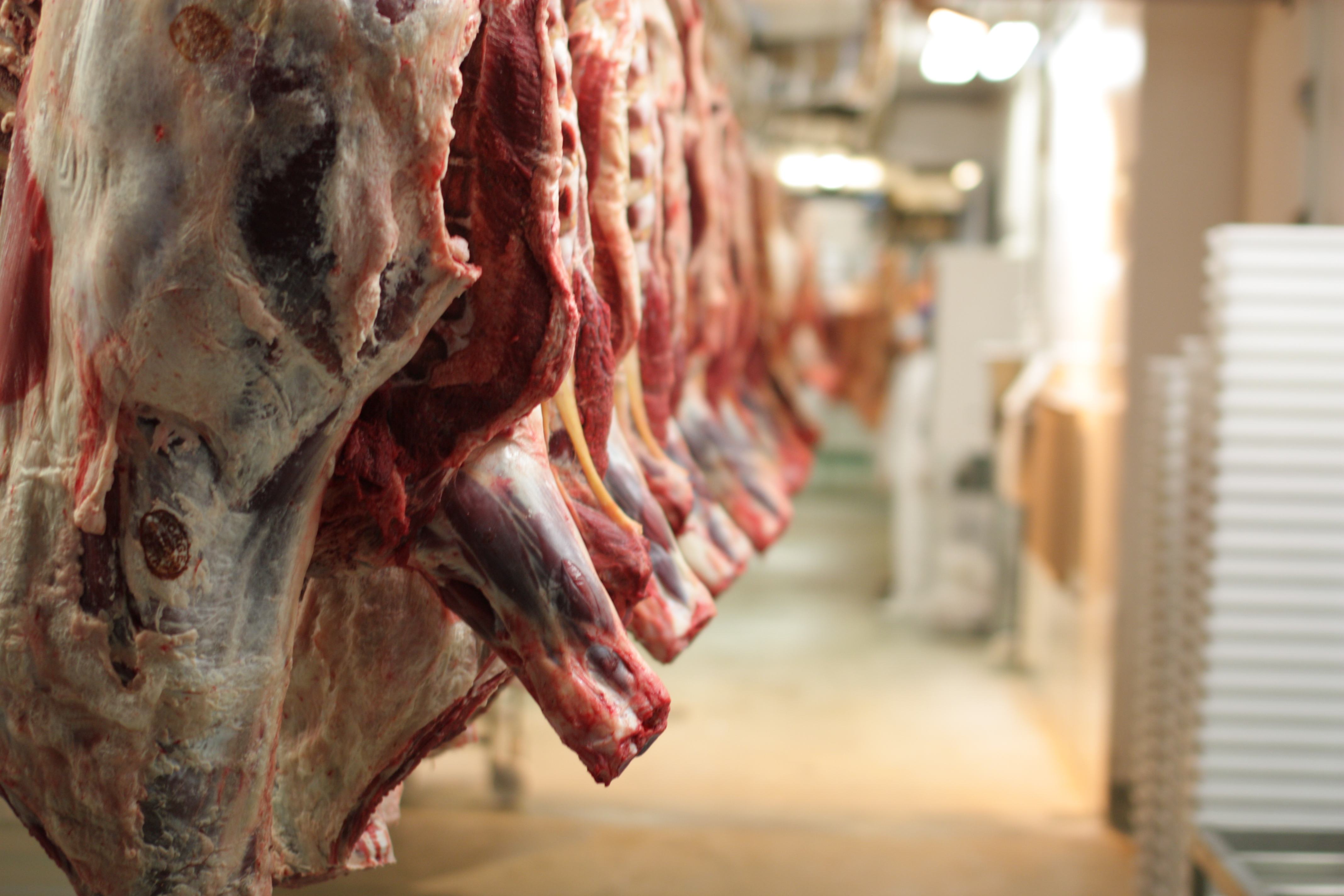
Naporcované maso v jatkách

Jatka (též jatky nebo masokombinát) je průmyslový podnik, ve kterém se provádějí porážky hospodářských zvířat a základní zpracování masa.
Maso je zde odborně porcováno na jednotlivé části a připraveno na přepravu k dalšímu zpracování. Kvůli umístění hospodářských zvířat mají jatka stáje, dále chladírny, skladovací prostory, veterinární oddělení, čistírny odpadních vod zachycující tělesné tekutiny zvířat, které se zpracovávají v kafilérii, apod.
První průmyslové jatky s jednoduchou bourací linkou byly postaveny kolem roku 1845 v Cincinnati. Zdokonalení linky pro produkci masa nicméně proběhlo v Chicagu. V roce 1878 obchodník s dobytkem Gustav Swift (1839–1903) začal používat chladírenské železniční vagóny, takže bylo možné distribuovat poražené maso po celých Spojených státech a Chicago se během několika desetiletí stalo hlavním producentem masa v USA. Automatizovaná sériová produkce se stala předobrazem dalších průmyslových jatek ve světě.

## Jatka z pohledu ochránců zvířat
Aktivisté za práva zvířat, zastánci anti-speciesismu, vegetariáni a vegani jsou častými kritiky jatek. Organizace Animal Save Movement pořádá po celém světě (včetně ČR) tzv. pietní akty před jatkami. Smyslem těchto akcí je zdokumentovat stav zvířat přijíždějících na jatka a naposledy se s nimi rozloučit.
V různých částech světa jsou organizovány pochody za uzavření všech jatek, které mají především symbolický význam.[zdroj⁠?!]
Někteří aktivisté za práva zvířat tvrdí, že tzv. humánní porážka zvířat je nemožná.
V roce 2019 přinesl spolek Zvířata nejíme znepokojivé záběry ze skryté kamery na jatkách ve Všeticích na Benešovsku. Ministr zemědělství následně nařídil mimořádnou kontrolu všech jatek v ČR. Další skryté kamery na jatkách v Hraběticích na Jižní Moravě odhalily brutální zacházení se zvířaty v roce 2022. Tato jatka byla poté uzavřena a s provozovatelem bylo zahájeno správní řízení z důvodu porušení zákona.
Několik případů brutálního týrání zvířat na jatkách se objevilo v českém dokumentárním filmu Svědectví: Pravda, která měla zůstat skryta z roku 2021.